# Girobicúpula triangular alongada
Em geometria, a girobicúpula triangular alongada é um dos sólidos de Johnson (J36). Como o nome sugere, pode ser construída alongando-se uma "girobicúpula triangular" ou cuboctaedro ao inserir um prisma hexagonal, que são cúpulas triangulares. Rotacionando uma das cúpulas em 60 graus antes do alongamento resulta em uma ortobicúpula triangular.